# لیویا یاروکا
لیویا یارُوکا (متولد ۶ اکتبر ۱۹۷۴ در تاتا ) یک سیاستمدار مجاری است. او عضو پارلمان اروپا است که اولین بار در سال ۲۰۰۴ به عنوان بخشی از فهرست حزب فیدس  انتخاب شد. یارُوکا دومین مردم کولی (و اولین زن رومانی) است که تا کنون به پارلمان اروپا انتخاب شده است (بعد از خوان دِ دیوس رامیرز هرادیا از اسپانیا که از ۱۹۸۶ تا ۱۹۹۹ در این پارلمان خدمت کرد).
یارُوکا در شوپرون، یک شهر نزدیک به مرز غربی مجارستان با اتریش، بزرگ شد. پدرش اهل قوم رومانی و مادرش مجاری است. بعد از اخذ مدرک کارشناسی ارشد در جامعه‌شناسی از ورشو در دانشگاه اروپای مرکزی با بورسیه از بنیادهای جامعه باز، به مطالعه انسان‌شناسی در بریتانیا پرداخت و بر مسائل و فرهنگ رومانی تمرکز کرد. در اوت ۲۰۰۳ یک دختر و در ۲۰۰۷ یک پسر به دنیا آورد. در ۲۰۱۲ دکترای خود را در انسان‌شناسی اجتماعی از کالج دانشگاهی لندن تکمیل کرد.
یارُوکا به عنوان یک مدافع رفتار حزب فیدس با رومانی‌ها در مجارستان مورد انتقاد قرار گرفته است. او همچنین از انتقاد از کمپین فیدس علیه جرج سوروس خودداری کرده است. و حملات این حزب به دانشگاهی که در آن تحصیل کرده، دانشگاه اروپای مرکزی، را نادیده گرفته است.

## عضویت‌ها
او عضو کمیته حقوق زنان و برابری جنسیتی و هیئت نمایندگی روابط با آفریقای جنوبی است. او همچنین عضو جانشین کمیته اشتغال و امور اجتماعی و هیئت نمایندگی روابط با شبه‌جزیره کره است.
در ۲۰۱۴ از پارلمان اروپا بازنشسته شد اما در ۱۵ سپتامبر ۲۰۱۷ پس از ترک ایلدیکو گال-پلچ از پارلمان اروپا، دوباره وارد آن شد. او در ۱۵ نوامبر ۲۰۱۷ به عنوان نایب رئیس پارلمان اروپا انتخاب شد. او در ۳ ژوئیه ۲۰۱۹ دوباره به این سمت انتخاب شد. او تا ۱۷ ژانویه ۲۰۲۲ به عنوان نایب رئیس خدمت کرد.

## زندگی شخصی
او متأهل است و دو فرزند دارد.

## دیگر عضویت‌ها
لیویا یارُوکا در پارلمان اروپا عضو چندین کمیته و هیئت نمایندگی است. او عضو کمیته حقوق زنان و برابری جنسیتی است که به مسائل مربوط به حقوق زنان و برابری جنسیتی می‌پردازد. همچنین، یارُوکا در هیئت نمایندگی روابط با آفریقای جنوبی فعالیت دارد و به تقویت روابط پارلمانی بین اروپا و آفریقای جنوبی می‌پردازد. او همچنین به عنوان عضو جانشین در کمیته اشتغال و امور اجتماعی و هیئت نمایندگی روابط با شبه‌جزیره کره نیز مشغول به کار است. علاوه بر این، یارُوکا در برخی دیگر از سازمان‌ها و برنامه‌های بین‌المللی نیز عضویت دارد، از جمله صندوق آموزش رومانی و گروه عالی دیپلماتیک برنامه رومانی. او پیش از این عضو هیئت مدیره مؤسسه جامعه باز و برنامه بورس تحصیلی دانشگاه رومانی نیز بوده است. این عضویت‌ها نشان‌دهنده فعالیت‌های گستردهٔ او در زمینه‌های حقوق بشر، روابط بین‌الملل و ادغام اجتماعی اقلیت‌ها، به ویژه رومانی‌ها، است.
- صندوق آموزش رومانی[۱۰]
- گروه عالی دیپلماتیک برنامه رومانی
- دفتر اطلاعات رومانی اروپا[۱۱]
- عضو پیشین هیئت مدیره مؤسسه جامعه باز، برنامه بورس تحصیلی دانشگاه رومانی

## فعالیت‌های پژوهشی
فعالیت‌های پژوهشی وی عمدتاً بر مسائل اجتماعی و قومیتی تمرکز دارد. از سپتامبر ۲۰۰۰ تا آوریل ۲۰۰۲، او تحقیق میدانی قوم‌نگاری در مورد تمایلات هم‌پذیری قوم رومانی در مجارستان انجام داد. همچنین از مه ۱۹۹۸ تا مه ۲۰۰۱ تحقیقاتی جامعه‌شناسی میان دانش‌آموزان رومانی در گاندی گیمنازیوم در مجارستان انجام داد. از سال ۲۰۰۰ تا ۲۰۰۳، در دانشگاه کالج لندن تحقیقاتی دکتری در زمینه روابط قومی و اقتصادی، هویت و رادیکالیسم در بازنمایی فرهنگی جوانان رومانی در منطقه ۸، یک محله فقیرنشین در بوداپست، انجام داد. این پژوهش‌ها نشان‌دهنده تمرکز او بر مسائل اجتماعی، اقتصادی و فرهنگی قوم رومانی و تلاش برای درک بهتر وضعیت این اقلیت در جوامع مختلف است.
- سپتامبر ۲۰۰۰-آوریل ۲۰۰۲: تحقیق میدانی قوم‌نگاری در مورد تمایلات هم‌پذیری رومانی‌ها در مجارستان
- مه ۱۹۹۸-مه ۲۰۰۱: تحقیق جامعه‌شناسی میان دانش‌آموزان رومانی در گاندی گیمنازیوم، مجارستان
- ۲۰۰۰–۲۰۰۳: تحقیق دکتری در کالج دانشگاهی لندن دربارهٔ روابط قومی و اقتصاد، هویت و رادیکالیسم در بازنمایی فرهنگی خود از جوانان رومانی در منطقه ۸، یک محله فقیرنشین در بوداپست

## جوایز
او در طول فعالیت‌های حرفه‌ای خود جوایز متعددی دریافت کرده است. از جمله این جوایز می‌توان به انتخاب او به عنوان رهبر جوان جهانی در سال ۲۰۰۶ توسط انجمن رهبران جوان جهانی و مجمع جهانی اقتصاد اشاره کرد. او همچنین در سال‌های ۲۰۰۶ و ۲۰۱۳ برنده جایزه «عضو پارلمان اروپا سال» در دسته حقوق عدالت و حقوق بنیادین شد. در سال ۲۰۱۰، جایزه وزارت امور خارجه رومانی برای ادغام اجتماعی اقلیت‌ها را دریافت کرد. همچنین در سال ۲۰۱۱، جایزه نشان افتخار ریاست‌جمهوری مجارستان را برای کار برجسته‌اش در زمان ریاست مجارستان بر شورای اتحادیه اروپا به دست آورد. دیگر جوایز مهم او شامل جایزه سنت آدلبِرت از انجمن اندیشمندان مسیحی مجارستان در ۲۰۱۱ و جایزه «فونداسیون سکرتاریا گیتانو» در ۲۰۱۲ می‌باشد. این جوایز گواهی بر تأثیرگذاری و تلاش‌های او در زمینه حقوق بشر و بهبود وضعیت اقلیت‌ها است.
برخی از جوایز او عبارتند از:
- انتخاب به عنوان رهبر جوان جهانی در ۲۰۰۶ توسط انجمن رهبران جوان جهانی و مجمع جهانی اقتصاد[۱۲]
- جوایز عضو پارلمان اروپا سال در سال‌های ۲۰۰۶ و ۲۰۱۳ در دسته حقوق عدالت و حقوق بنیادین[۱۳]
- جایزه وزارت امور خارجه رومانی برای ادغام اجتماعی اقلیت‌ها در ۲۰۱۰
- جایزه نشان افتخار ریاست‌جمهوری مجارستان برای کار برجسته‌اش در زمان ریاست مجارستان بر شورای اتحادیه اروپا در ۲۰۱۱[۱۱]
- برنده جایزه سنت آدلبِرت از انجمن اندیشمندان مسیحی مجارستان در ۲۰۱۱
- جایزه «فونداسیون سکرتاریا گیتانو» در ۲۰۱۲[۱۴]